# ريتشارد موران
ريتشارد موران (بالإنجليزية: Richard Moran)‏ هو عالم اجتماعي أمريكي، ولد في 1950.